# وودلاون (کارولینای شمالی)
وودلاون (به انگلیسی: Woodlawn) شهری در ایالت کارولینای شمالی کشور ایالات متحده آمریکا است که جمعیت آن در سرشماری سال ۲۰۱۰ میلادی، ۹۰۰ نفر بوده‌است.